# Tanjong Bungong (Jeunieb)
Tanjong Bungong is een bestuurslaag in het regentschap Bireuen van de provincie Atjeh, Indonesië. Tanjong Bungong telt 513 inwoners (volkstelling 2010).